# Zoisova cesta
Zoisova cesta je ena izmed cest v Ljubljani. Cesta poteka od križišča z Aškerčevo, Slovensko in Barjansko cesto do križišča s Šentjakobskim mostom ter Bregom. Zoisovo cesto po prvi tretjini prečka Emonska cesta. Zoisova cesta (na severu), Ljubljanica (vzhod), Gradaščica (jug), Emonska cesta pa na zahodu, zamejujejo mestni predel oz. nekdanje predmestje Krakovo. 

## Zgodovina
Cesta se je do leta 1876 imenovala Zoisov graben. To ime je bilo v izključni rabi Ljubljančanov še v 1. polovici 20. stoletja. Ime kaže na dejstvo, da Zoisov graben v osnovi ni bil namenjen prometu, dolgo so ob njem stale le tri hiše. Področje današnje ceste se je sprva enostavno imenovalo »graben«, nato pa je imela nastala prometnica v vsej svoji zgodovini naslednja imena, Zoisov graben, Zoisova cesta oz. Zois-Strasse.
Nekdanje obzidje ob Zoisovi cesti, ki je ločilo Novi trg in Krakovo, je bilo po Valvasorjevem sporočilu (XI 665) sezidano leta 1521, sama križarska komenda pa je bila obzidana veliko pred tem. Z obzidja sta se dvigala in gledala v Krakovo dva velika stolpa. Prvi je stal blizu cerkvice sv. Lovrenca na Bregu (v bližini sedanjega Šentjakobskega mosta). Drugi je bil okrogli stolp s premerom 8 m, njegov zid je bil debel 3,8 m; stolp je stal na vogalu med Emonsko cesto in (kasneje Zoisovim) grabnom. Med tema stolpoma je iz obzidja nasproti mestne deške šole molel manjši stolp, ki ga je dal podreti šele notar dr. J. Zupanec leta 1889 in ga nadomestil z glorieto, ki tam stoji še danes. Leta 1538 so pod obzidjem izkopali jarek, ki je dobival vodo deloma iz odčepljenih kanalov rimske Emone, deloma iz Podturna. Komenda si je začela leta 1743 graben lastiti, toda magistrat je dokazal, da je graben njegov, ker so po dekretu mestnih oblasti grofje Auerspergi leta 1665 dobili dovoljenje, da si tam uredijo ribarnico. 
Baron Žiga Zois (1747-1819) je leta 1770 od mesta dobil v uporabo veliki okrogli stolp, štiri leta kasneje pa je jarek in ob njem stojiči zid kupil za 260 goldinarjev in dal vzhodni del zidu s stolpom vred podreti. Njegov zahodni del je deloma še viden (Zupančev vrt), jarek pa je zasut. S tem sta se direktno povezala mestna predela Breg in Krakovo, ljubljanska javnost pa je delo nagradila s tem, da je dala pridobljenemu prostoru ime Zoisov graben. Šele potem so se pojavili načrti za izgradnjo Šentjakobskega mostu, ki je nastal leta 1825. Ob svojem nastanku je prometnica služila parizarjem, ki so tržaško blago, preloženo s čolnov na Bregu, vozili proti Dunaju. V začetku 20. stoletja je imel Zoisov graben gost, temačen kostanjev drevored, ki pa se je leta 1927 umaknil cvetličnim nasadom in grmičevju. Vštric Zoisove hiše je bila tedaj postavljena preprosta spominska piramida z vklesanim imenom »Zois«. Načrt za preureditev grabna in oblikovanje ceste v letih 1927 ter 1952-1957 je izdelal Jože Plečnik kot del zelene avenije. Zgrajeni so bili peščeni pločniki, drevored kroglastih javorjev, piramidasti hrasti, vhodni portal (baldahin) Fakultete za arhitekturo v Ljubljani, spomenik Antona Aškerca ter terasa z lapidarijem. Leta 1952 je bila dotedanja Trubarjeva cesta pri cerkvi sv. Jakoba preimenovana oz. združena s Zoisovo cesto. Leta 2009 je bila cesta razglašena za kulturni spomenik državnega pomena Slovenije.

## Arhitekturni ambient ceste
Največje poslopje, ki se nahaja ob cesti, so sicer ljubljanske Križanke, nekdanja komenda križevniškega reda, vendar pa vhod vanje ni s strani Zoisove ceste. Tudi poslopje francoske ambasade, ki stoji ob začetku ceste, dejansko spada pod pravokotno ležečo Barjansko cesto. Tudi Zoisova hiša (palača), z vrtovi, ki segajo do ceste, nima dostopa do ceste. S tem je najpomembnejši objekt ob Zoisovi cesti Šola na Zoisovem grabnu, danes poslopje Fakultete za arhitekturo v Ljubljani, ki je nastala leta 1875 na stabvišču lesenih carinskih skladišč, na stroške mestne občine (75.000 gld.). V jeseni tega leta se je v poslopju naselila 2. mestna deška šola, ki pred tem delovala od 1. oktobra 1870 v prostorih ljubljanskega Liceja. Ob otvoritvi leta 1875 sta 1. b razred obiskovala učenca Matevž Hubad in Rihard Jakopič. Fakulteta za arhitekturo je konec 20. stoletja ob omenjeni stavbi za svoje potrebe postavila prizidek v izmeri 1200 m2. Na isti strani ceste je še rojstna hiša slovenskega dirigenta in libretista Nika Štritofa. Parcela ob začetku ceste, na kateri je danes parkirišče, je namenjena zidavi novega poslopja NUK 2. Na tej parceli so zasute izkopanine antične Emone.

## Javni potniški promet
V času poletnih prireditev na prostem v Križankah se zaradi akustičnih pogojev Zoisova cesta občasno zapre za ves promet. 
Zaradi zapore mestnega središča za motorni promet septembra 2007 po Zoisovi cesti potekajo trase mestnih avtobusnih linij št. 2, 3, 3B, N3, N3B, 11, 11B, 19B, 19I, 27 in integrirana linija 3G. Na vsej dolžini ceste je eno postajališče mestnega potniškega prometa.

### Postajališče MPP
| postajališče    | št. linije                                   |
| --------------- | -------------------------------------------- |
| 602061 Križanke | 2, 3, 3B, N3, N3B, 3G, 11, 11B, 19B, 19I, 27 |

| postajališče    | št. linije                                   |
| --------------- | -------------------------------------------- |
| 602062 Križanke | 2, 3, 3B, N3, N3B, 3G, 11, 11B, 19B, 19I, 27 |